# ナルタモンガ
ナルタモンガは、ナルト叙事詩に登場する魔法の杯（もしくは大釜）。ナルタモンガは不思議な力を持ち、ナルトたちの宴会に現れ、自然に酒が満ち、自らの魔力によって宙に浮き、最高の勇者の口元に移動する。またナルトたちが語る自らの冒険談が真実であるかを判定することもある。ナルタモンガはアレガテ家によって管理されるのが慣例だが、叙事詩ではこの魔法の杯を守護するのは名誉あることとされ、誰がこの栄光を得るかで争いがあり、最大の武勇を誇るバトラズはウリュズメグやソズリコ、ソスランを押しのけてナルタモンガの守護者となった。
このナルタモンガの起源は、オセット人の祖とされるスキタイ人に、天から降ってきて、所有者を選ぶ神宝の伝説があり（ヘロドトス）、その中に黄金の杯があることからスキタイ人の伝説にさかのぼると考えられている。ケルトのアーサー王伝説がナルト叙事詩に由来すると主張する説では、ナルタモンガと聖杯伝説の類似が大きな根拠として挙げられている。たとえば聖杯は突然円卓に出現し、酒や食べ物が湧き出て、円卓の騎士たちに給する。また騎士たちは聖杯探求の旅に出るが、その過程でランスロットは自らが聖杯を得るにふさわしい人物ではないことを悟り、探索を諦める。こうした特徴はナルタモンガの伝説とよく一致している。これはジョルジュ・デュメジル（1941）、吉田敦彦（1965）が指摘した後、C・スコット・リトルトン、リンダ・A・マルカーも論じている。